# Собакин, Михаил Михайлович
Михаил Михайлович Собакин (ок. 1660 — после 1728) — судостроитель, сподвижник Петра I, участник Полтавского сражения, стольник, обер-сарваер.

## Биография
Собакин (Собачкин) Михаил Михайлович родился около 1660 года. Представитель старинного русского дворянского рода Собакиных. Сын окольничего Михаила Собакина, воеводы Переяславля.
В 1688—1692 годах М. М. Собакин принимал участие в строительстве на Переяславской верфи судов «Потешной» флотилии Петра I на Плещеевом озере.
В 1702—1709 годах М. Собакин работал на верфях корабельным учеником, строил струги и другие речные суда Балтийского флота.
27 июня (8 июля) 1709 года участвовал в Полтавском сражении. Руководил постройкой, ремонтом судов и переброской на них войск во время Прутского похода Петра I летом 1711 года.
В 1715 году имея звание стольника был назначен в унтер-басы (заведующим работами и смотрителем судостроительных работ). В ноябре 1717 года был произведён в корабельные подмастерья, на Новоладожской верфи руководил приёмкой поступающих из Казани подрядных корабельных лесов для Санкт-Петербургского адмиралтейства.
Осенью 1717 года корабельный мастер Собакин сдал построенных им 72 транспортных судна для Балтийского флота и был переведён в Главное адмиралтейство помощником обер-сарваера Ивана Михайловича Головина.
27 марта 1721 года стольник Михаил Михайлович Собакин сменил И. М. Головина и был произведён в обер-сарваеры (что соответствовало капитан-командорскому рангу). В 1728 году находился в отпуске.